# نینتندوکور

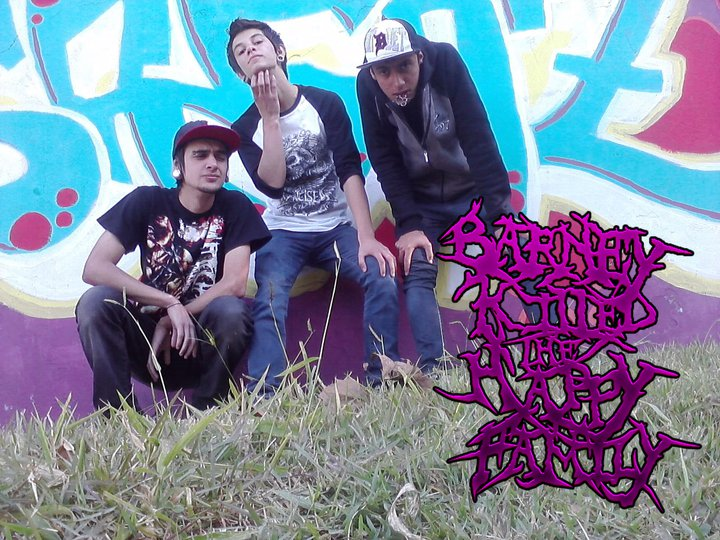
تصویری از این گروه

نینتندوکور (به انگلیسی: Nintendocore) (که با نام‌های نینتندو راک، ویدئو راک.و نردکورنیز شناخته می‌شود) یک سبک موسیقی است که از درهم آمیختن انواع پرتکاپوی موسیقی راک مدرن با موسیقی چیپ تیون پدید می‌آید. نینتندوکور سربرآورده از انواع مختلفی از هاردکور پانک و هوی متال بوده و از بسیاری از سبک‌های موسیقی دیگر تأثیر پذیرفته‌است.